# جاك هاغينز
جاك هاغينز (بالإنجليزية: Jack Huggins)‏ هو لاعب كرة قدم بريطاني (وحمل سابقاً جنسية المملكة المتحدة لبريطانيا العظمى وأيرلندا) في مركز الهجوم، ولد في 2 يونيو 1886 في المملكة المتحدة، وتوفي في 26 أبريل 1915 في فلاندرز الغربية في بلجيكا. لعب مع نادي ريدنغ ونادي سندرلاند ودورهام سيتي ‏ وLeadgate Park F.C. ‏.